# Pohnpeanische Sprache
Pohnpeanisch, Pohnapeianisch oder Ponapeanisch ist eine mikronesische Sprache, die in Pohnpei, einem Bundesstaat der Föderierten Staaten von Mikronesien, und auf den Karolinen gesprochen wird.
Es hat eine Ähnlichkeit von 81 % mit Pingelapisch, 75 % mit Mokilesisch und 36 % mit Chuukesisch.